# Diritto libero
Il movimento per il diritto libero  (in ted. Freirechtsbewegung o Freirechtsschule) fu una corrente di pensiero giuridico-culturale sviluppatasi soprattutto in Germania, tra la fine dell'Ottocento e gli inizi del Novecento.

## Storia
Tale movimento - denominato anche del giusliberismo ed in cui possono ricomprendersi altri indirizzi, quali la giurisprudenza sociologica e la giurisprudenza degli interessi - annovera tra i suoi maggiori esponenti Ernst Fuchs, Carl Schmitt, Eugen Ehrlich, François Gény e Hermann Kantorowicz. 
Tali autori ritengono che in ogni ordinamento giuridico esistano, accanto alle norme di fonte legislativa, anche norme extralegali, che il giudice può applicare ogni volta che il testo legislativo si riveli non rispondente alle concrete esigenze del caso. Il giurista ha non solo il potere, ma anche il dovere di ricercare liberamente il diritto e di considerare fonte di quest'ultimo anche fatti (ad es. i rapporti sociali) che teorie più restrittive (formaliste o giuspositiviste) considerano non normativi. 
Il diritto libero si origina spontaneamente dall'attività dei consociati e dalle decisioni dei giudici e si colloca accanto al diritto dello Stato. In particolare, spetta al diritto libero il compito di colmare le inevitabili lacune del diritto positivo, quando esso si riveli inidoneo a fornire una guida certa per la risoluzione di una specifica controversia.
Il “diritto libero” si colloca così in netta antitesi culturale con le posizioni tipiche del giuspositivismo: ne fu espressione il  “sistema della formulazione giudiziaria del diritto” che affidava all’interprete un vasto potere creativo. Si attribuiva all'interpretazione «il compito di applicare la norma scritta rinvigorendola con le esigenze della società, lasciandosi investire dal “vento che irrompe dalle finestre”, sino a modificare la stessa norma: così annullando la distinzione tra il momento della creazione del diritto e quello della sua applicazione. Era, questo, l’indirizzo giurisprudenziale che si ispirava alle teorie del “diritto libero”, ampiamente diffuse nella Germania nazista», ma di cui Piero Calamandrei trovò le tracce anche nella Russia staliniana «dove, grazie ad una riforma del 1936, il giudice era chiamato ad interpretare la legge ispirandosi "alla politica generale del governo" e dove era stato abrogato il principio “borghese” del nullum crimen sine lege».

## Critica
(Piero Calamandrei, Fede nel diritto, Laterza, 2008)
Nel periodo successivo alla seconda guerra mondiale, il concetto di diritto libero è stato fortemente criticato in quanto, secondo alcuni, costituì la base per un pericoloso personalismo giudiziario negli ordinamenti dei regimi dittatoriali che si affermarono fra le due guerre, dimostrandosi all'atto pratico incapace di fornire le garanzie tipiche del principio di legalità e di tassatività, possibili soltanto in un contesto fortemente orientato al diritto positivo.